# Campeonato Argentino Juvenil 2021
El Campeonato Argentino Juvenil de 2021 fue un torneo para los seleccionados juveniles de las uniones regionales afiliadas a la Unión Argentina de Rugby. Las primeras dos divisiones del torneo, la Zona Campeonato y la Zona Ascenso, se disputaron en la categoría M18 y se llevaron a cabo entre el 7 y 13 de noviembre en Santa Fe. La tercera división del torneo, la Zona Desarrollo (Select 12), se disputó en la categoría M17 y se llevó a cabo el 29 y 31 de octubre en Villa Carlos Paz, Provincia de Córdoba.
Tras la suspensión del torneo en la temporada anterior debido al impacto de la pandemia de COVID-19, la Unión Argentina de Rugby decidió reprogramar el campeonato tentativamente para los meses de octubre o noviembre de 2021 con el objetivo de minimizar la incertidumbre acerca de su realización respecto de las normas sanitarias en distintas provincias o municipios. En octubre de 2021 la UAR confirmó las fechas y sede del campeonato para la temporada, manteniendo a la Unión Santafesina de Rugby como anfitriones del torneo. Las sedes elegidas fueron las instalaciones del Club Universitario de Santa Fe, el Club de Rugby Ateneo Inmaculada y el Santa Fe Rugby Club.
El torneo se disputó bajo un formato reducido y concentrado: no hubo fase de grupos ni encuentros de local y visitante. La Zona Campeonato y la Zona Ascenso se disputaron íntegramente en Santa Fe a eliminación directa en tres rondas, reduciendo así la cantidad de partidos disputados de cinco a tres por equipo. No hubo intercambio de plazas durante esta temporada.
La Unión de Rugby de Buenos Aires se quedó con el campeonato por segunda temporada consecutiva, derrotando nuevamente en la final a la Unión Cordobesa de Rugby, en esta ocasión 20-19. Las Aguilitas contaron con jugadores como Mateo Lorenzo, Matías Medrano, Eliseo Chiavassa, Felipe Bares y Francisco Quinn, entre otros.

## Equipos participantes
Participaron de esta edición veintiséis equipos: ocho en la Zona Campeonato, ocho en la Zona Ascenso y diez en la Zona Desarrollo (Select 12).
| División                               | Equipo              | Unión                                                |
| -------------------------------------- | ------------------- | ---------------------------------------------------- |
| Zona Campeonato 8 equipos              | Buenos Aires        | Unión de Rugby de Buenos Aires                       |
| Zona Campeonato 8 equipos              | Córdoba             | Unión Cordobesa de Rugby                             |
| Zona Campeonato 8 equipos              | Cuyo                | Unión de Rugby de Cuyo                               |
| Zona Campeonato 8 equipos              | Rosario             | Unión de Rugby de Rosario                            |
| Zona Campeonato 8 equipos              | Salta               | Unión de Rugby de Salta                              |
| Zona Campeonato 8 equipos              | Santa Fe            | Unión Santafesina de Rugby                           |
| Zona Campeonato 8 equipos              | Tucumán             | Unión de Rugby de Tucumán                            |
| Zona Campeonato 8 equipos              | Uruguay             | Unión de Rugby del Uruguay                           |
| Zona Ascenso 8 equipos                 | Andina              | Unión Andina de Rugby                                |
| Zona Ascenso 8 equipos                 | Chubut              | Unión de Rugby del Valle del Chubut                  |
| Zona Ascenso 8 equipos                 | Entre Ríos          | Unión Entrerriana de Rugby                           |
| Zona Ascenso 8 equipos                 | Mar del Plata       | Unión de Rugby de Mar del Plata                      |
| Zona Ascenso 8 equipos                 | Nordeste            | Unión de Rugby del Nordeste                          |
| Zona Ascenso 8 equipos                 | Oeste               | Unión de Rugby del Oeste de Buenos Aires             |
| Zona Ascenso 8 equipos                 | San Juan            | Unión Sanjuanina de Rugby                            |
| Zona Ascenso 8 equipos                 | Santiago del Estero | Unión Santiagueña de Rugby                           |
| Select 12 (Zona Desarrollo) 10 equipos | Alto Valle          | Unión de Rugby del Alto Valle de Río Negro y Neuquén |
| Select 12 (Zona Desarrollo) 10 equipos | Austral             | Unión de Rugby Austral                               |
| Select 12 (Zona Desarrollo) 10 equipos | Chile               | Federación Deportiva Nacional de Rugby               |
| Select 12 (Zona Desarrollo) 10 equipos | Córdoba             | Unión Cordobesa de Rugby                             |
| Select 12 (Zona Desarrollo) 10 equipos | Jujuy               | Unión Jujeña de Rugby                                |
| Select 12 (Zona Desarrollo) 10 equipos | Lagos del Sur       | Unión de Rugby de los Lagos del Sur                  |
| Select 12 (Zona Desarrollo) 10 equipos | Misiones            | Unión de Rugby de Misiones                           |
| Select 12 (Zona Desarrollo) 10 equipos | San Luis            | Unión de Rugby San Luis                              |
| Select 12 (Zona Desarrollo) 10 equipos | Sur                 | Unión de Rugby del Sur                               |
| Select 12 (Zona Desarrollo) 10 equipos | Tierra del Fuego    | Unión de Rugby de Tierra del Fuego                   |

En cursiva los seleccionados internacionales invitados.
Los seleccionados de Formosa, Santa Cruz y Paraguay no participaron del torneo durante esta temporada.

## Zona Campeonato
|  | Cuartos de final | Cuartos de final | Cuartos de final |         |              | Semifinales     | Semifinales     | Semifinales     |  |              | Final           | Final           | Final           |  |
|  | 7 de noviembre   | 7 de noviembre   | 7 de noviembre   |         |              | 10 de noviembre | 10 de noviembre | 10 de noviembre |  |              | 13 de noviembre | 13 de noviembre | 13 de noviembre |  |
|  |                  |                  |                  |         |              |                 |                 |                 |  |              |                 |                 |                 |  |
|  |                  |                  |                  |         |              |                 |                 |                 |  |              |                 |                 |                 |  |
|  | Buenos Aires     | Buenos Aires     | 51               |         |              |                 |                 |                 |  |              |                 |                 |                 |  |
|  | Buenos Aires     | Buenos Aires     | 51               |         |              |                 |                 |                 |  |              |                 |                 |                 |  |
|  | Uruguay          | Uruguay          | 8                |         |              |                 |                 |                 |  |              |                 |                 |                 |  |
|  | Uruguay          | Uruguay          | 8                |         | Buenos Aires | Buenos Aires    | 23              |                 |  |              |                 |                 |                 |  |
|  |                  |                  |                  |         | Buenos Aires | Buenos Aires    | 23              |                 |  |              |                 |                 |                 |  |
|  |                  |                  | Rosario          | Rosario | 10           |                 |                 |                 |  |              |                 |                 |                 |  |
|  | Rosario          | Rosario          | Rosario          | Rosario | 10           | 23              |                 |                 |  |              |                 |                 |                 |  |
|  | Rosario          | Rosario          |                  |         |              |                 |                 |                 |  |              |                 |                 |                 |  |
|  | Salta            | Salta            | 7                |         |              |                 |                 |                 |  |              |                 |                 |                 |  |
|  | Salta            | Salta            | 7                |         |              |                 |                 |                 |  | Buenos Aires | Buenos Aires    | 20              |                 |  |
|  |                  |                  |                  |         |              |                 |                 |                 |  | Buenos Aires | Buenos Aires    | 20              |                 |  |
|  |                  |                  | Córdoba          | Córdoba | 19           |                 |                 |                 |  |              |                 |                 |                 |  |
|  | Córdoba          | Córdoba          | Córdoba          | Córdoba | 19           | 41              |                 |                 |  |              |                 |                 |                 |  |
|  | Córdoba          | Córdoba          |                  |         |              |                 |                 |                 |  |              |                 |                 |                 |  |
|  | Santa Fe         | Santa Fe         | 0                |         |              |                 |                 |                 |  |              |                 |                 |                 |  |
|  | Santa Fe         | Santa Fe         | 0                |         | Córdoba      | Córdoba         | 39              |                 |  |              |                 |                 |                 |  |
|  |                  |                  |                  |         | Córdoba      | Córdoba         | 39              |                 |  |              |                 |                 |                 |  |
|  |                  |                  | Tucumán          | Tucumán | 0            |                 |                 |                 |  |              |                 |                 |                 |  |
|  | Cuyo             | Cuyo             | Tucumán          | Tucumán | 0            | 19              |                 |                 |  |              |                 |                 |                 |  |
|  | Cuyo             | Cuyo             |                  |         |              |                 |                 |                 |  |              |                 |                 |                 |  |
|  | Tucumán          | Tucumán          | 28               |         |              |                 |                 |                 |  |              |                 |                 |                 |  |
|  | Tucumán          | Tucumán          | 28               |         |              |                 |                 |                 |  |              |                 |                 |                 |  |
|  |                  |                  |                  |         |              |                 |                 |                 |  |              |                 |                 |                 |  |

### Cuartos de final
| 7 de noviembre | Buenos Aires | 51 - 8  | Uruguay | Universitario (SF), Santa Fe |  |
|                |              | Reporte |         |                              |  |

| 7 de noviembre | Rosario | 23 - 7  | Salta | Universitario (SF), Santa Fe |  |
|                |         | Reporte |       |                              |  |

| 7 de noviembre | Córdoba | 41 - 0  | Santa Fe | Universitario (SF), Santa Fe |  |
|                |         | Reporte |          |                              |  |

| 7 de noviembre | Cuyo | 19 - 28 | Tucumán | Universitario (SF), Santa Fe |  |
|                |      | Reporte |         |                              |  |

### Semifinales
Semifinales 1.° al 4.° puesto
| 10 de noviembre | Buenos Aires | 23 - 10 | Rosario | CRAI, Santa Fe |  |
|                 |              | Reporte |         |                |  |

| 10 de noviembre | Córdoba | 39 - 0  | Tucumán | CRAI, Santa Fe |  |
|                 |         | Reporte |         |                |  |

Semifinales 5.° al 8.° puesto
| 10 de noviembre | Uruguay | 8 - 30  | Salta | CRAI, Santa Fe |  |
|                 |         | Reporte |       |                |  |

| 10 de noviembre | Santa Fe | 15 - 33 | Cuyo | CRAI, Santa Fe |  |
|                 |          | Reporte |      |                |  |

### Finales
Final
| 13 de noviembre | Buenos Aires | 20 - 19 | Córdoba | Santa Fe Rugby Club, Santa Fe |  |
|                 |              | Reporte |         |                               |  |

Final 3.° puesto
| 13 de noviembre | Rosario | 24 - 29 | Tucumán | Santa Fe Rugby Club, Santa Fe |  |
|                 |         | Reporte |         |                               |  |

Final 5.° puesto
| 13 de noviembre | Salta | 5 - 16  | Cuyo | Santa Fe Rugby Club, Santa Fe |  |
|                 |       | Reporte |      |                               |  |

Final 7.° puesto
| 13 de noviembre | Uruguay | 30 - 19 | Santa Fe | Santa Fe Rugby Club, Santa Fe |  |
|                 |         | Reporte |          |                               |  |

|                      |
| Buenos Aires Campeón |

## Zona Ascenso
|  | Cuartos de final    | Cuartos de final    | Cuartos de final    |                     |               | Semifinales     | Semifinales     | Semifinales     |  |            | Final           | Final           | Final           |  |
|  | 7 de noviembre      | 7 de noviembre      | 7 de noviembre      |                     |               | 10 de noviembre | 10 de noviembre | 10 de noviembre |  |            | 13 de noviembre | 13 de noviembre | 13 de noviembre |  |
|  |                     |                     |                     |                     |               |                 |                 |                 |  |            |                 |                 |                 |  |
|  |                     |                     |                     |                     |               |                 |                 |                 |  |            |                 |                 |                 |  |
|  | Mar del Plata       | Mar del Plata       | 62                  |                     |               |                 |                 |                 |  |            |                 |                 |                 |  |
|  | Mar del Plata       | Mar del Plata       | 62                  |                     |               |                 |                 |                 |  |            |                 |                 |                 |  |
|  | Andina              | Andina              | 3                   |                     |               |                 |                 |                 |  |            |                 |                 |                 |  |
|  | Andina              | Andina              | 3                   |                     | Mar del Plata | Mar del Plata   | 16              |                 |  |            |                 |                 |                 |  |
|  |                     |                     |                     |                     | Mar del Plata | Mar del Plata   | 16              |                 |  |            |                 |                 |                 |  |
|  |                     |                     | Entre Ríos          | Entre Ríos          | 19            |                 |                 |                 |  |            |                 |                 |                 |  |
|  | Entre Ríos          | Entre Ríos          | Entre Ríos          | Entre Ríos          | 19            | 20              |                 |                 |  |            |                 |                 |                 |  |
|  | Entre Ríos          | Entre Ríos          |                     |                     |               |                 |                 |                 |  |            |                 |                 |                 |  |
|  | Nordeste            | Nordeste            | 3                   |                     |               |                 |                 |                 |  |            |                 |                 |                 |  |
|  | Nordeste            | Nordeste            | 3                   |                     |               |                 |                 |                 |  | Entre Ríos | Entre Ríos      | 24              |                 |  |
|  |                     |                     |                     |                     |               |                 |                 |                 |  | Entre Ríos | Entre Ríos      | 24              |                 |  |
|  |                     |                     | Santiago del Estero | Santiago del Estero | 14            |                 |                 |                 |  |            |                 |                 |                 |  |
|  | San Juan            | San Juan            | Santiago del Estero | Santiago del Estero | 14            | 29              |                 |                 |  |            |                 |                 |                 |  |
|  | San Juan            | San Juan            |                     |                     |               |                 |                 |                 |  |            |                 |                 |                 |  |
|  | Chubut              | Chubut              | 26                  |                     |               |                 |                 |                 |  |            |                 |                 |                 |  |
|  | Chubut              | Chubut              | 26                  |                     | San Juan      | San Juan        | 10              |                 |  |            |                 |                 |                 |  |
|  |                     |                     |                     |                     | San Juan      | San Juan        | 10              |                 |  |            |                 |                 |                 |  |
|  |                     |                     | Santiago del Estero | Santiago del Estero | 31            |                 |                 |                 |  |            |                 |                 |                 |  |
|  | Santiago del Estero | Santiago del Estero | Santiago del Estero | Santiago del Estero | 31            | 28              |                 |                 |  |            |                 |                 |                 |  |
|  | Santiago del Estero | Santiago del Estero |                     |                     |               |                 |                 |                 |  |            |                 |                 |                 |  |
|  | Oeste               | Oeste               | 13                  |                     |               |                 |                 |                 |  |            |                 |                 |                 |  |
|  | Oeste               | Oeste               | 13                  |                     |               |                 |                 |                 |  |            |                 |                 |                 |  |
|  |                     |                     |                     |                     |               |                 |                 |                 |  |            |                 |                 |                 |  |

### Cuartos de final
| 7 de noviembre | Mar del Plata | 62 - 3  | Andina | Universitario (SF), Santa Fe |  |
|                |               | Reporte |        |                              |  |

| 7 de noviembre | Entre Ríos | 20 - 3  | Nordeste | Universitario (SF), Santa Fe |  |
|                |            | Reporte |          |                              |  |

| 7 de noviembre | San Juan | 29 - 26 | Chubut | Universitario (SF), Santa Fe |  |
|                |          | Reporte |        |                              |  |

| 7 de noviembre | Santiago del Estero | 28 - 13 | Oeste | Universitario (SF), Santa Fe |  |
|                |                     | Reporte |       |                              |  |

### Semifinales
Semifinales 1.° al 4.° puesto
| 10 de noviembre | Mar del Plata | 16 - 19 | Entre Ríos | CRAI, Santa Fe |  |
|                 |               | Reporte |            |                |  |

| 10 de noviembre | San Juan | 10 - 31 | Santiago del Estero | CRAI, Santa Fe |  |
|                 |          | Reporte |                     |                |  |

Semifinales 5.° al 8.° puesto
| 10 de noviembre | Andina | 0 - 55  | Nordeste | CRAI, Santa Fe |  |
|                 |        | Reporte |          |                |  |

| 10 de noviembre | Chubut | 8 - 7   | Oeste | CRAI, Santa Fe |  |
|                 |        | Reporte |       |                |  |

### Finales
Final
| 13 de noviembre | Entre Ríos | 24 - 14 | Santiago del Estero | Santa Fe Rugby Club, Santa Fe |  |
|                 |            | Reporte |                     |                               |  |

Final 3.° puesto
| 13 de noviembre | Mar del Plata | 39 - 14 | San Juan | Santa Fe Rugby Club, Santa Fe |  |
|                 |               | Reporte |          |                               |  |

Final 5.° puesto
| 13 de noviembre | Nordeste | 31 - 7  | Chubut | Santa Fe Rugby Club, Santa Fe |  |
|                 |          | Reporte |        |                               |  |

Final 7.° puesto
| 13 de noviembre | Andina | 5 - 10  | Oeste | Santa Fe Rugby Club, Santa Fe |  |
|                 |        | Reporte |       |                               |  |

| Bandera de la Provincia de Entre Ríos |
| Entre Ríos Campeón Zona Ascenso       |

## Zona Desarrollo (Select 12)
El Select 12 se disputó bajo un formato reducido durante esta temporada, con los equipos divididos en dos zonas distintas y sin disputar finales. La Unión de Rugby del Sur y la Unión Cordobesa de Rugby obtuvieron el campeonato al ganar sus respectivas zonas.
| Pos. | Equipos          | Partidos | Partidos | Partidos | Tantos | Tantos | Tantos | Pts. |
| Pos. | Equipos          | G        | E        | P        | PF     | PC     | DP     | Pts. |
| ---- | ---------------- | -------- | -------- | -------- | ------ | ------ | ------ | ---- |
| 1.°  | Sur              | 4        | 0        | 0        | 118    | 0      | +118   |      |
| 2.°  | Misiones         | 3        | 0        | 1        | 51     | 45     | +6     |      |
| 3.°  | Austral          | 2        | 0        | 2        | 73     | 51     | +22    |      |
| 4.°  | Tierra del Fuego | 1        | 0        | 3        | 13     | 69     | -56    |      |
| 5.°  | San Luis         | 0        | 0        | 4        | 19     | 109    | -90    |      |

| Pos. | Equipos       | Partidos | Partidos | Partidos | Tantos | Tantos | Tantos | Pts. |
| Pos. | Equipos       | G        | E        | P        | PF     | PC     | DP     | Pts. |
| ---- | ------------- | -------- | -------- | -------- | ------ | ------ | ------ | ---- |
| 1.°  | Córdoba       | 3        | 0        | 1        | 61     | 42     | +19    |      |
| 2.°  | Lagos del Sur | 3        | 0        | 1        | 52     | 43     | +9     |      |
| 3.°  | Chile         | 2        | 0        | 2        | 56     | 31     | +25    |      |
| 4.°  | Alto Valle    | 2        | 0        | 2        | 61     | 53     | +8     |      |
| 5.°  | Jujuy         | 0        | 0        | 4        | 5      | 66     | -61    |      |

| Bandera de la Provincia de Córdoba |
| Sur y Córdoba Campeones Select 12  |